# Port Klang
Port Klang (in lingua malese: Pelabuhan Klang) è una città della Malaysia situata nel distretto di Klang dello Stato di Selangor. Conosciuta durante il periodo coloniale come Port Swettenham (Pelabuhan Swettenham), prese il nome odierno nel 1972. È il più importante porto della Malesia e a tutto il 2016 era l'11º nel mondo per quantità di merci trasportate. Si trova circa 6 km a sudovest di Klang e 38 km a sudovest della capitale Kuala Lumpur.